# Hakea sericea
A Hakea sericea Schrad., conhecida como háquea-espinhosa, é um arbusto espinhoso de origem australiana.
Pode atingir os 4 a 5m de altura e tem um aspecto compacto, pelo que é muitas vezes usado para formar sebes de protecção.
É uma espécie invasora, especialmente na África do Sul, Nova Zelândia e Portugal.

## Em Portugal
O arbusto está a espalhar-se de forma rápida no Minho, Douro Litoral, Beira Litoral, Estremadura, Ribatejo, Baixo Alentejo e Algarve.
É uma espécie exótica considerada invasora na legislação portuguesa (Decreto-Lei 565/99 de 21 de Dezembro).